# Aberystwyth Town FC
Aberystwyth Town FC este un club de fotbal din Aberystwyth, Țara Galilor.

## Cele mai mari victorii și înfrângeri
- Cea mai mare victorie: 21-1 cu Machynlleth în 1934
- Cea mai mare înfrângere: 1-20 cu Caersws FC în 1962.